# Mees Hoedemakers
Mees Hoedemakers, né le 18 février 1998 à Zaandam aux Pays-Bas, est un footballeur néerlandais qui évolue au poste de milieu défensif au NEC Nimègue.

## Biographie

### AZ Alkmaar
Né à Zaandam aux Pays-Bas, Mees Hoedemakers commence le football avec le club local du SC Hercules Zaandam avant d'être formé par l'AZ Alkmaar. Il fait ses débuts en professionnel avec l'équipe réserve du club, le Jong AZ (en), en deuxième division néerlandaise face au FC Den Bosch, le 18 août 2017. Il est titularisé et son équipe l'emporte par trois buts à un.
Il fait sa première apparition en Eredivisie, la première division, face au PEC Zwolle, le 6 mai 2018, lors de la dernière journée de la saison 2017-2018. Il entre en jeu à la place de Rens van Eijden et son équipe l'emporte par six buts à zéro. 

### SC Cambuur
Lors de l'été 2019, Mees Hoedemakers est prêté pour une saison avec option d'achat au SC Cambuur. Le transfert est annoncé le 26 juin 2019. Le club évolue alors en deuxième division néerlandaise.
Il inscrit son premier but pour le SC Cambuur le 6 décembre 2019, lors d'une rencontre de championnat face au FC Dordrecht. Titularisé, il participe à la victoire de son équipe par quatre buts à deux. S'imposant rapidement comme un joueur régulier du onze titulaire, Hoedemakers voit le SC Cambuur lever l'option d'achat sur le joueur le 27 mars 2020. Le milieu de terrain rejoint donc le club définitivement à partir de l'été 2020,.
Hoedemakers participe à la montée du club en première division, le SC Cambuur étant sacré champion de deuxième division à l'issue de la saison 2020-2021,.

### NEC Nimègue
Lors de l'été 2023, Mees Hoedemakers rejoint librement le NEC Nimègue. Le transfert est annoncé dès le 9 mai 2023 et il signe un contrat de quatre ans, soit jusqu'en juin 2027.
Hoedemakers marque son premier but pour le NEC le 2 novembre 2023, lors d'une rencontre de coupe des Pays-Bas face au Roda JC. Il entre en jeu et participe à la victoire de son équipe par cinq buts à trois.